# جونزها
جونزها (انگلیسی: The Joneses) یک فیلم در ژانر کمدی و درام است که در سال ۲۰۰۹ منتشر شد.

## بازیگران
- دمی مور
- دیوید دوکاونی
- امبر هرد
- گری کول
- لورن هاتن
- کریس ویلیامز
- گلن هدلی
- لیندن اشبی
- کریس ویلیامز
- رابرت پرالگو